# Citroën Lacoste
De Citroën Lacoste is een conceptauto van Citroën.
De Lacoste werd geïntroduceerd op de Mondial de l'Automobile van 2010 in samenwerking met het kledingmerk Lacoste.
De Lacoste is een autovoertuig uit miniklasse en zou in de toekomst dus de plaats van de Citroën C1 en Citroën C2 in kunnen gaan nemen.